# Rubia edgeworthii
Rubia edgeworthii är en måreväxtart som beskrevs av Joseph Dalton Hooker. Rubia edgeworthii ingår i släktet krappar, och familjen måreväxter. Inga underarter finns listade i Catalogue of Life.